# 지쿠젠국

지쿠젠 국

지쿠젠국(일본어: 筑前国 지쿠젠노쿠니[*])은 일본 사이카이도에 있던 옛 구니이다. 현재의 후쿠오카현 서부에 해당한다. 쓰쿠시국을 분할하여, 지쿠고국과 함께 7세기 말에 성립되었다.

## 현재 지명(행정구역)
- 시마군 (지쿠젠국)(일본어판)(志摩郡)
- 이토군 (후쿠오카현)(일본어판)(怡土郡)
- 사와라군(早良郡)
- 나카군 (지쿠젠국)(일본어판)(那珂郡)
- 무시로다군 (후쿠오카현)(일본어판)(席田郡)
- 미카사군(일본어판)(御笠郡)
- 가스야군(糟屋郡)
- 무나카타군(宗像郡)
- 온가군(遠賀郡)
- 구라테군(鞍手郡)
- 호나미군(일본어판)(穂波郡)
- 가마군(일본어판)(嘉麻郡)
- 야스군(夜須郡)
- 아쿠라군(安佐久良 / 朝座郡)
  - 조자군(일본어판)(上座郡)
  - 게자군(일본어판)(下座郡)

## 국내 시설

### 궁(宮)
지구첸 국내에 설치된 천황의 궁은 다음과 같다.
- 가시이 궁(橿日宮) - 제14대 주아이 천황(仲哀天皇). 비정지는 일본 후쿠오카 현(福岡県) 후쿠오카 시(福岡市) 히가시 구(東区)의 가시이(香椎).
- 아사쿠라노 타치바나노 히로니와 궁(朝倉橘広庭宮) - 제37대 사이메이 천황(斉明天皇). 비정지는 후쿠오카 현 아사쿠라 시(朝倉市) 시내.

### 다자이후(大宰府)

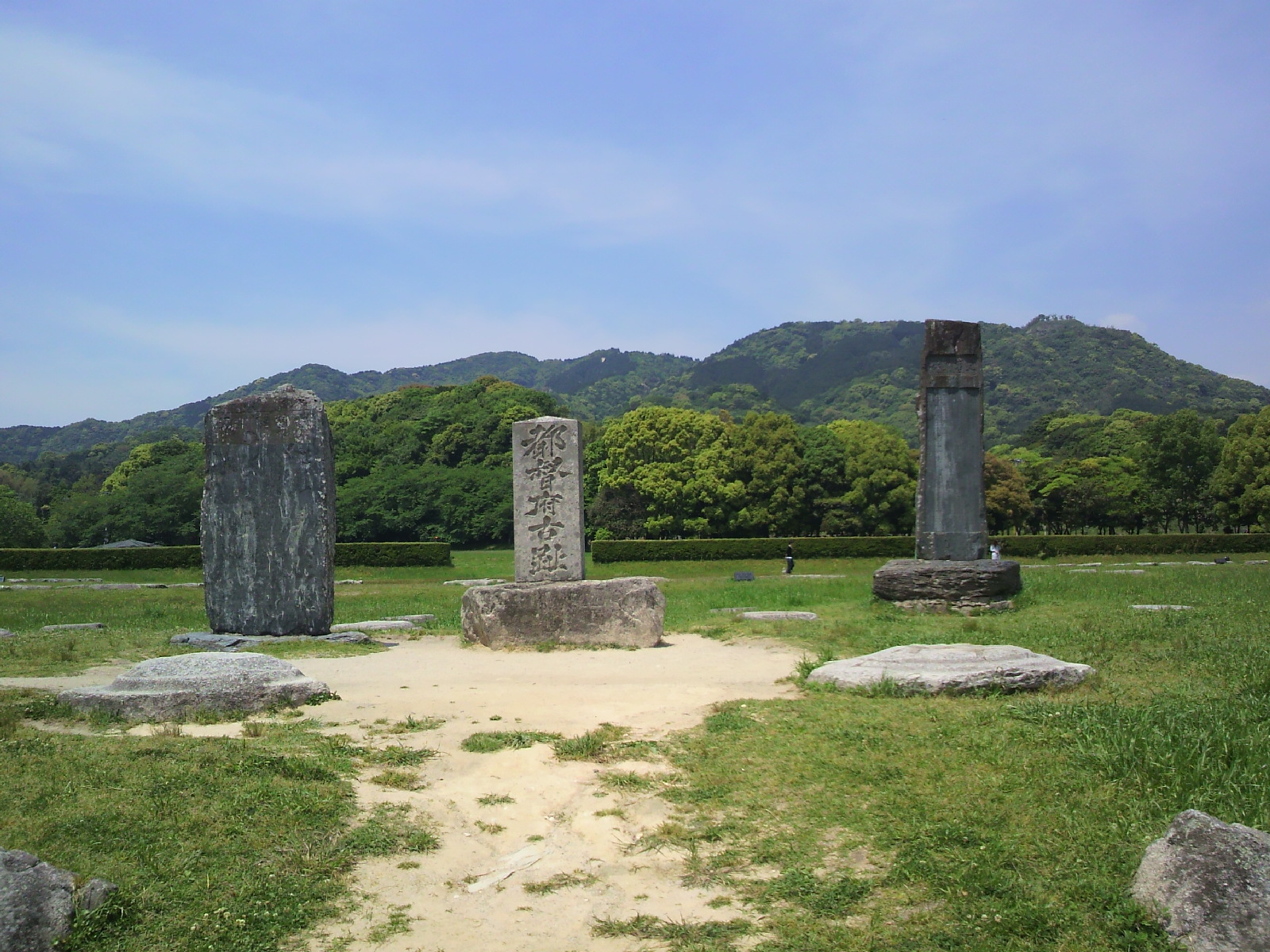
다자이후 정청 터

지쿠젠 국에는 다자이후가 설치되어 일본 사이카이도(西海道) 관내 영제국의 통할과 대외교섭을 맡아 행하였다. 다자이후 정청(政庁)터는 후쿠오카 현 다자이후 시(太宰府市)에 소재한다(일본의 특별사적). 발굴조사를 통해 7세기 후반부터 11세기 후반에 걸치는 유구가 확인되었다.

### 고쿠후
지쿠젠 국의 고쿠후는 미카사 군(御笠郡)에 위치하였다. 지금의 일본 다자이후 시의 다자이후와 가까운 위치에 있었을 것으로 추정되고 있으나 유구는 발견되지 않고 있다.
에키린본(易林本) 《절용집》(節用集)에 따르면 「죠자 군(上座郡)에 고쿠후 및 다자이(大宰)」(上座郡に国府並びに大宰) 라고 기재되어 있다.

### 고쿠분지(国分寺)와 고쿠분니지(国分尼寺)

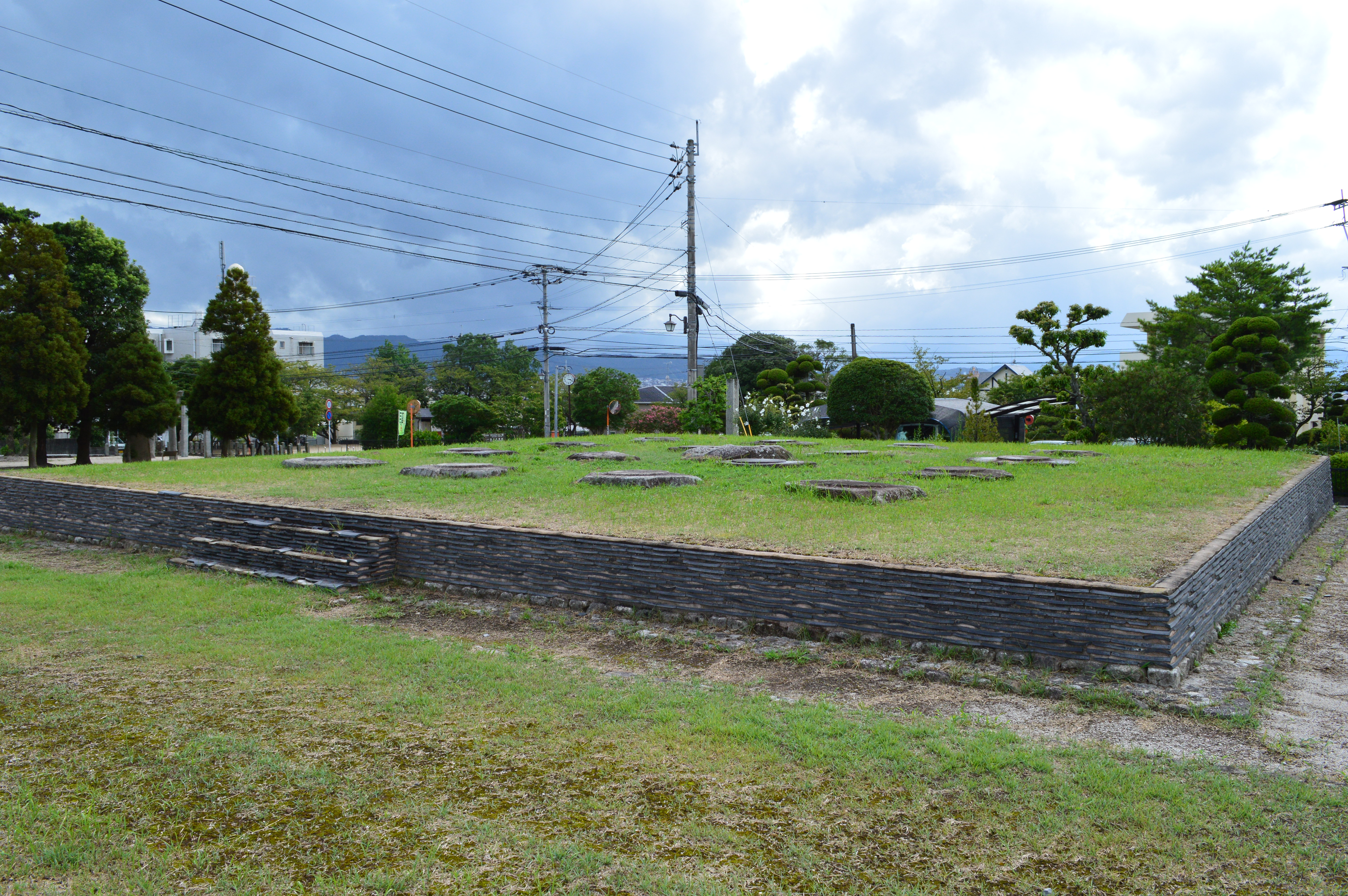
지쿠젠 고쿠분지 터

- 지쿠젠 고쿠분지터(다자이후 시 고쿠분)

일본의 국가사적. 추정 사역(寺域)은 사방 약 192미터로 중문(中門) ・ 금당(金堂) ・ 강당(講堂)이 있었고 중문으로 나와서 금당에 딸린 회랑 내부에 7층탑이 있는 가람배치였다. 절터 위의 용두광산 고쿠분지(龍頭光山国分寺)가 절의 명맥을 잇고 있다.
- 지쿠젠 고쿠분니지(다자이후 시 고쿠분)

승사(僧寺)의 서쪽 약 100미터 위치에 소재. 발굴 조사를 통해 굴립주(掘立柱) 양식의 건물 ・ 동쪽 외곽선이 확인되었으며, 주춧돌 몇 개가 남아 있다.
고쿠분지 ・ 고쿠분니지 주변으로는 기와를 굽던 가마의 흔적이 발견되고 있으며, 절터와 마찬가지로 일본의 국가사적으로 지정되어 있다.

## 지쿠젠의 전쟁
- 1019년 : 도이의 입구(刀伊の入寇)
- 1274년 - 1281년 : 분에이(文永) ・ 고안(弘安)의 역(여몽연합군의 일본원정)
- 1336년 : 다타라하마 전투(多々良浜の戦い). 북조(北朝, 아시카가 다카우지足利尊氏、쇼니 요리히사少弐頼尚） x 남조(南朝, 기쿠치 다케토시菊池武敏、아소 고레나오阿蘇惟直）
- 1567년 : 야스마쓰 전투(休松の戦い). 아키즈키 다네자네(秋月種実) x 오토모(大友, 벳키 아키쓰라戸次鑑連 외)
- 1569년 : 다타라하마 전투. 오토모 소린(大友宗麟) x 모리 모토나리(毛利元就)
- 1586년 : 이와야 성 전투(岩屋城の戦い). 시마즈(島津, 시마즈 다다나가島津忠長） x 다카하시 쇼운(高橋紹運)